# Wonderland (série télévisée)
Pour les articles homonymes, voir Wonderland.
Wonderland est une série télévisée américaine en huit épisodes de 50 minutes, créée par Peter Berg et dont seulement deux épisodes ont été diffusées le 30 mars et le 6 avril 2000 sur le réseau ABC. Elle a été diffusée au complet dès le 14 janvier 2009 sur The 101 Network.
En France, la série a été diffusée à partir du 26 avril 2002 sur Série Club. Elle reste inédite dans les autres pays francophones.

## Synopsis
L'action se déroule dans un hôpital psychiatrique. La série dépeint la vie des médecins et leurs patients et adoptait des positions controversées concernant la santé mentale et son traitement.

## Distribution
- Ted Levine : Dr Robert Banger
- Michelle Forbes : Dr Lyla Garrity
- Michael Jai White : Dr Derrick Hatcher
- Billy Burke : Dr Abe Matthews
- Martin Donovan : Dr Neil Harrison
- Joelle Carter : Dr Heather Miles
- Patricia Clarkson : Tammy Banger

## Épisodes
1. Pilot
2. 20/20 Hindsight
3. Spell Check
4. The Raw and the Cooked
5. Full Moon
6. Wilt Chamberlain 3.0
7. Personality Plus
8. Hello Goodbye